# نیکولا رابرتس
نیکولا رابرتس (به انگلیسی: Nicola Roberts) (زاده ۵ اکتبر ۱۹۸۵) خواننده، ترانه‌سرا انگلیسی است.
او عضو گروه گرلز الاود بود.